# 荒川正昭
荒川 正昭（あらかわ まさあき、1936年3月2日 - 2022年10月30日）は、日本の内科医。新潟大学名誉教授、大学入試センター名誉教授・顧問。新潟大学学長や、大学入試センター理事長を務めた。魚沼市名誉市民。

## 人物・経歴
旧満州（中国東北部）生まれ。新潟県北魚沼郡（現・魚沼市）出身。新潟県立小千谷高等学校を経て、1960年新潟大学医学部卒業。
1972年川崎医科大学内科学腎臓アレルギー部門助教授。1976年川崎医科大学内科学（腎）教授。1980年新潟大学医学部内科学第二講座教授。1994年新潟大学医学部長。1998年新潟大学長。2002年新潟県福祉保健部参与。2003年広神村名誉村民。2004年大学入試センター理事長。2005年魚沼市名誉市民。2010年新潟県健康づくりスポーツ医科学センター長。2012年新潟県地域医療推進機構理事長。
2011年、瑞宝重光章受章。
2022年10月30日、すい臓がんのため死去。86歳没。